# Enamorado
"Enamorado" é uma canção brasileira gravada por Adair Cardoso com participação da cantora Claudia Leitte. Foi lançada como single do álbum Adair Cardoso - Ao Vivo em 13 de dezembro de 2011 junto com um videoclipe. A canção foi gravada em 19 de outubro de 2011 em Nova Serrana, Minas Gerais.
O cantor Eduardo Costa regravou a canção para o álbum Acústico, lançando-a como single em 2013.

## Histórico de lançamento
| Região | Data                   | Formato(s)         | Gravadora           |
| ------ | ---------------------- | ------------------ | ------------------- |
| Brasil | 13 de dezembro de 2011 | Airplay Videoclipe | 2T's Entretenimento |